# Bernard Fisher (Fußballspieler)
James Bernard Fisher (* 23. Februar 1934 in York; † 7. April 2022 ebenda) war ein englischer Fußballspieler.

## Karriere
Fisher wuchs in Haxby auf, spielte im Amateurfußball von York und arbeitete für einen Silberschmied, bevor er drei Jahre in der britischen Armee diente. Seinen Dienst leistete er im West Yorkshire Regiment überwiegend in British Malaya (zwei Jahre) und Ägypten (neun Monate) ab. Nach seinem Militärdienst kam der Torhüter im Sommer 1955 als Amateur zum in der Second Division spielenden Klub Hull City, bei denen der 14 Jahre ältere Billy Bly als Stammtorhüter fungierte. Seinen ersten Auftritt für die erste Mannschaft hatte Fisher im Oktober 1955 in einem Freundschaftsspiel unter Flutlicht gegen den ungarischen Pokalsieger Vasas Budapest. Die Mannschaft um die Nationalspieler Gyula Szilágyi, Gyula Teleki, József Raduly, László Sárosi und Dezső Bundzsák wurde dabei durch einen Hattrick von Bill Bradbury sensationell mit 3:1 geschlagen. Im Anschluss an die Partie bestritt Fisher die folgenden drei Zweitligaspiele, bevor Bly wieder den Vorzug erhielt, im November 1955 stieg Fisher zudem zum Profi auf.
Ab Ende März 1956 kam Fisher, der mit einem muskulösen Körperbau auffiel und seine Stärken in der Strafraumbeherrschung hatte, nochmals zu einer Serie von acht Einsätzen, die drei Siege draus waren aber zu wenig um sich noch von den Abstiegsplätzen zu lösen und der Klub stieg als Tabellenletzter der Zweitligasaison 1955/56 in die Third Division North ab. Im Spätsommer 1956 wurde er wegen der Sueskrise wieder in die Armee berufen und war für sechs Wochen in Port Said stationiert, er kehrte erst Anfang 1957 zu Hull zurück. Die folgenden drei Spielzeiten kam er hinter Bly auf insgesamt nur sieben Pflichtspieleinsätze, darunter war der Drittrundenerfolg im Januar 1958 im FA Cup über das klassenhöhere Barnsley, in der Aufstiegssaison 1958/59 blieb er gänzlich ohne Pflichtspieleinsatz.
In der Zweitligasaison 1959/60 bestritt er über zwei Zeiträume verteilt 18 Ligapartien, der Klassenerhalt wurde als Vorletzter erneut verpasst. Mit dem Karriereende von Bly wurde Fisher zur Saison 1960/61 Stammtorhüter von Hull City und kam in den folgenden beiden Spielzeiten zu 87 Liga- und neun Pokalauftritten, wobei allein fünf Pokalspiele in der zweiten Runde des FA Cups 1961/62 nötig waren, um gegen den Viertligisten FC Darlington weiterzukommen. Unter Trainer Cliff Britton verlor Fisher in der Frühphase der Saison 1962/63 seinen Platz im Tor an den zehn Jahre jüngeren Mike Williams und am Saisonende wurde ihm nach 126 Liga- und 16 Pokalspielen ein ablösefreier Abgang gestattet.
Im Sommer 1963 wurde er vom Viertligisten Bradford City verpflichtet, bei denen mit Bob Brocklebank sein vormaliger Hull-Trainer verantwortlich war. Als Stammtorhüter bildete er in der Saison 1963/64 gemeinsam mit Roy Ellam und Brian Kelly in sämtlichen 46 Ligaspielen die Defensive Bradfords, als der Klub sich vom 23. Platz in der Vorsaison auf den 5. Rang verbesserte. Ein möglicher Titelgewinn wurde durch eine 1:4-Niederlage gegen Leeds United im Finale um den West Riding Senior Cup verpasst, Leeds spielte dabei in voller Mannschaftsstärke mit Billy Bremner, Jack Charlton, Norman Hunter, Johnny Giles und Terry Cooper. Im Herbst 1964 verlor Fisher seinen Platz im Tor an Jimmy Rollo und beendete nach 60 Ligaauftritten für Bradford im Sommer 1965 seine Profilaufbahn.
Fisher ging im Anschluss an seine Fußballerkarriere zum Arbeiten für zwei Jahre ins australische Sydney und spielte dort noch für den Amateurklub Auburn FC. Nach seiner Rückkehr schulte Fisher zum Schreiner um und trat in der Folge wieder dem Militär bei, um als Kontrolleur für die NAAFI in Shrewsbury und Bournemouth zu arbeiten. In späteren Jahren war er in Poole in einem Golfzentrum angestellt. Seine letzten Lebensjahre verbrachte er in einem Pflegeheim in Heslington. Fisher verstarb 88-jährig im April 2022 im York Hospital.